# Villers-Campsart
Villers-Campsart és un municipi francès situat al departament del Somme i a la regió dels Alts de França. L'any 2007 tenia 157 habitants.

## Demografia

### Població

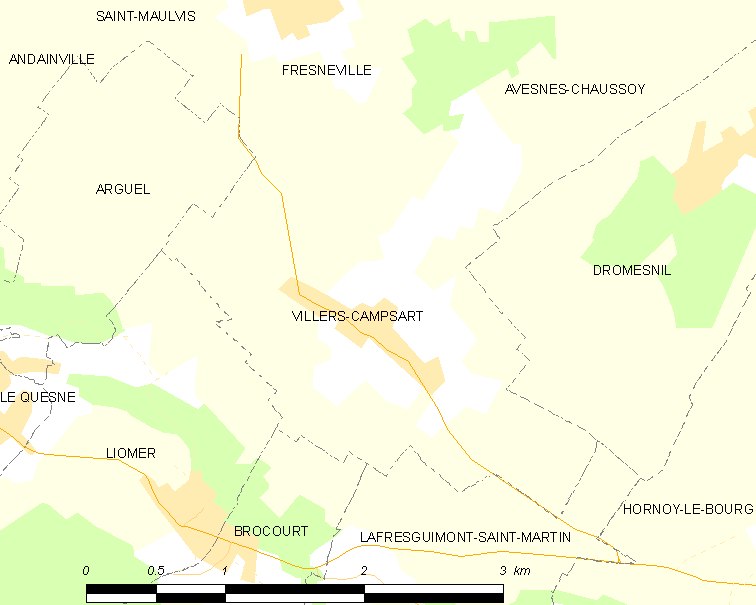
mapa del municipi

El 2007 la població de fet de Villers-Campsart era de 157 persones. Hi havia 56 famílies de les quals 12 eren unipersonals (4 homes vivint sols i 8 dones vivint soles), 16 parelles sense fills i 28 parelles amb fills.

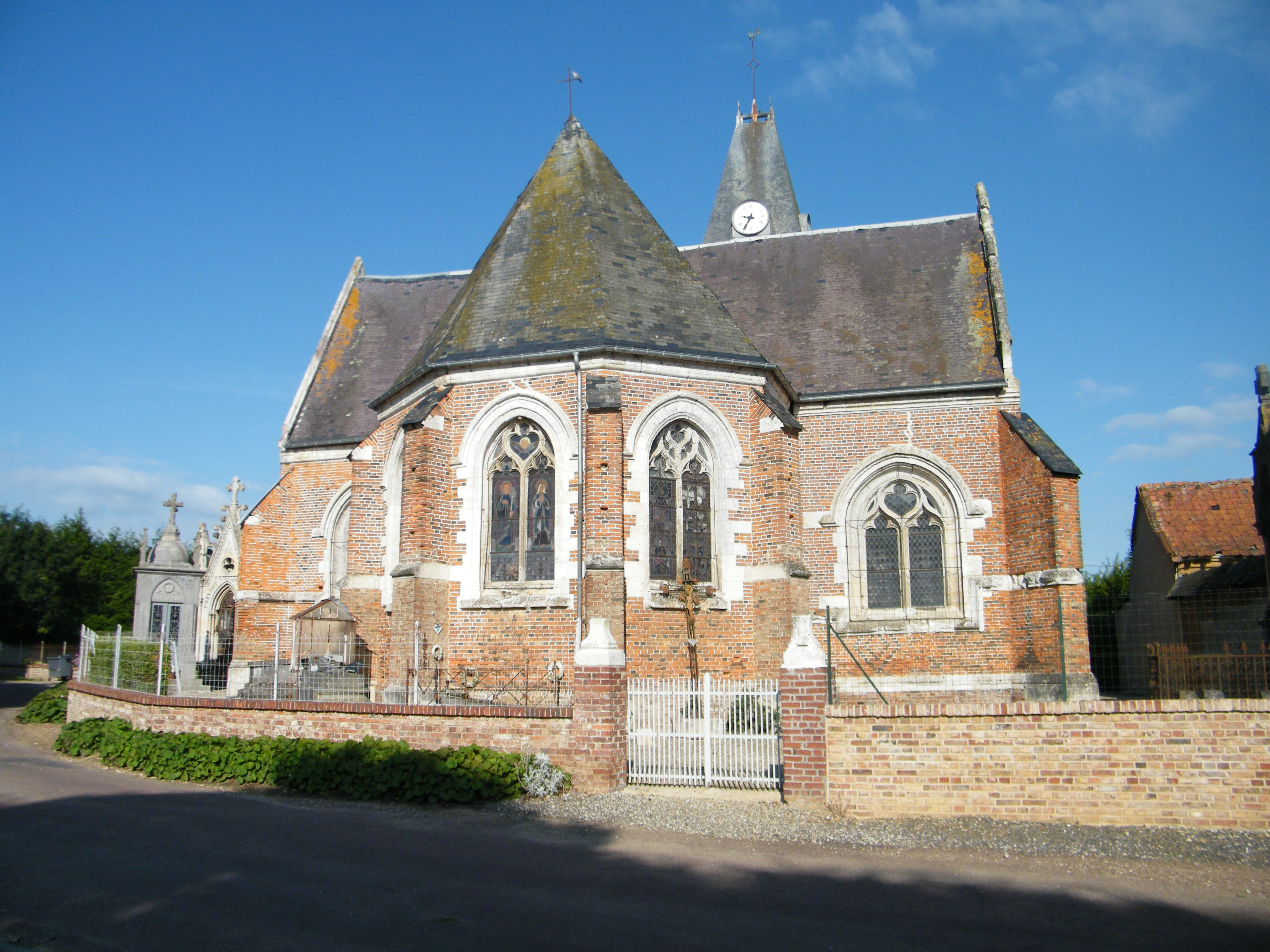
església

La població ha evolucionat segons el següent gràfic:
Habitants censats

### Habitatges

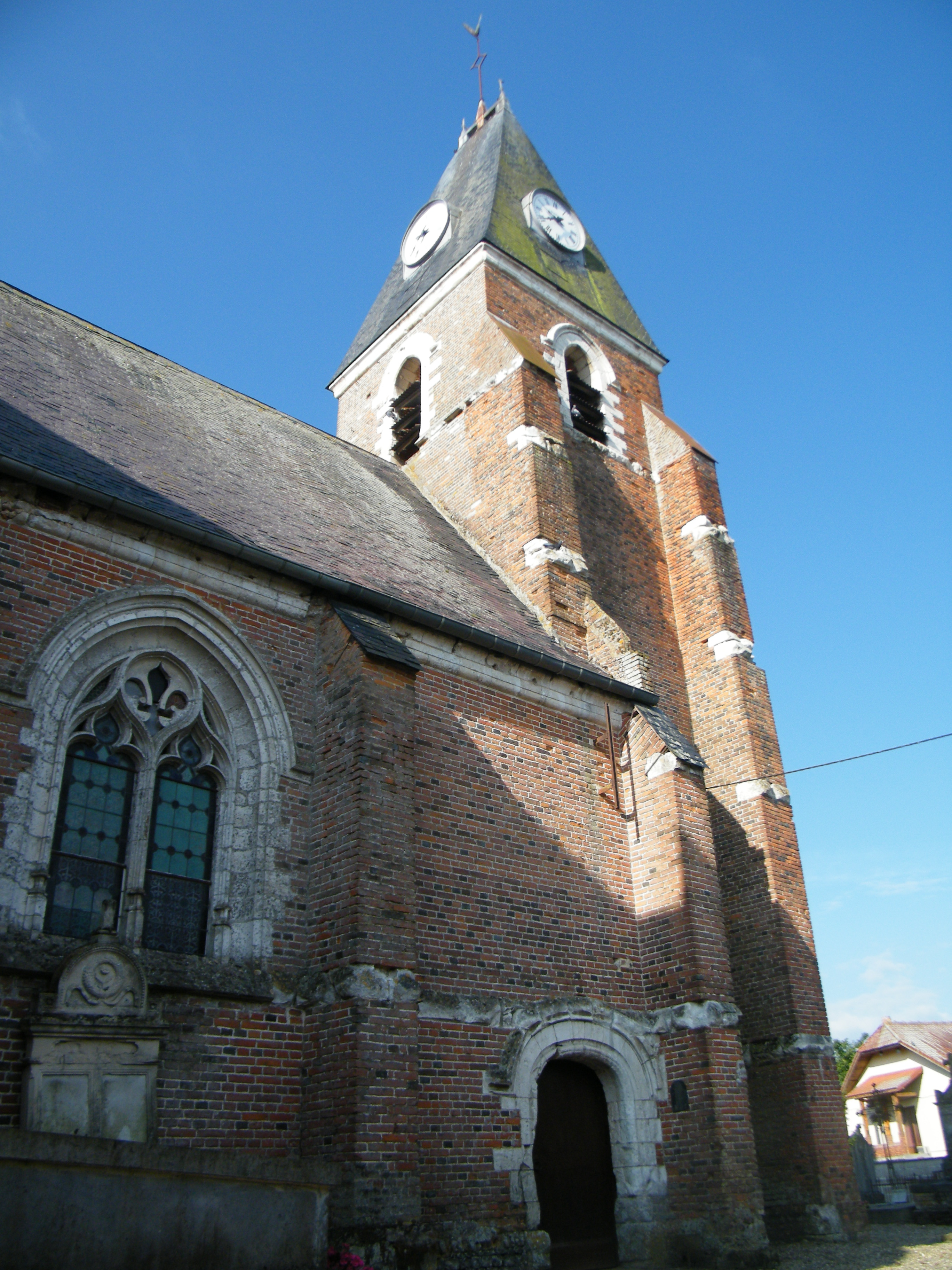

El 2007 hi havia 73 habitatges, 56 eren l'habitatge principal de la família, 10 eren segones residències i 7 estaven desocupats. 68 eren cases i 1 era un apartament. Dels 56 habitatges principals, 46 estaven ocupats pels seus propietaris, 9 estaven llogats i ocupats pels llogaters i 1 estava cedit a títol gratuït; 7 tenien tres cambres, 17 en tenien quatre i 31 en tenien cinc o més. 31 habitatges disposaven pel capbaix d'una plaça de pàrquing. A 24 habitatges hi havia un automòbil i a 28 n'hi havia dos o més.

### Piràmide de població
La piràmide de població per edats i sexe el 2009 era:
| Homes | Edats   | Dones |
| ----- | ------- | ----- |
| 0     | 95 o +  | 0     |
| 0     | 90 a 94 | 0     |
| 0     | 85 a 89 | 0     |
| 4     | 80 a 84 | 4     |
| 0     | 75 a 79 | 0     |
| 8     | 70 a 74 | 4     |
| 0     | 65 a 69 | 4     |
| 4     | 60 a 64 | 4     |
| 0     | 55 a 59 | 0     |
| 4     | 50 a 54 | 4     |
| 8     | 45 a 49 | 4     |
| 0     | 40 a 44 | 12    |
| 16    | 35 a 39 | 0     |
| 12    | 30 a 34 | 0     |
| 4     | 25 a 29 | 4     |
| 4     | 20 a 24 | 0     |
| 8     | 15 a 19 | 4     |
| 4     | 10 a 14 | 12    |
| 0     | 5 a 9   | 4     |
| 0     | 0 a 4   | 0     |

## Economia

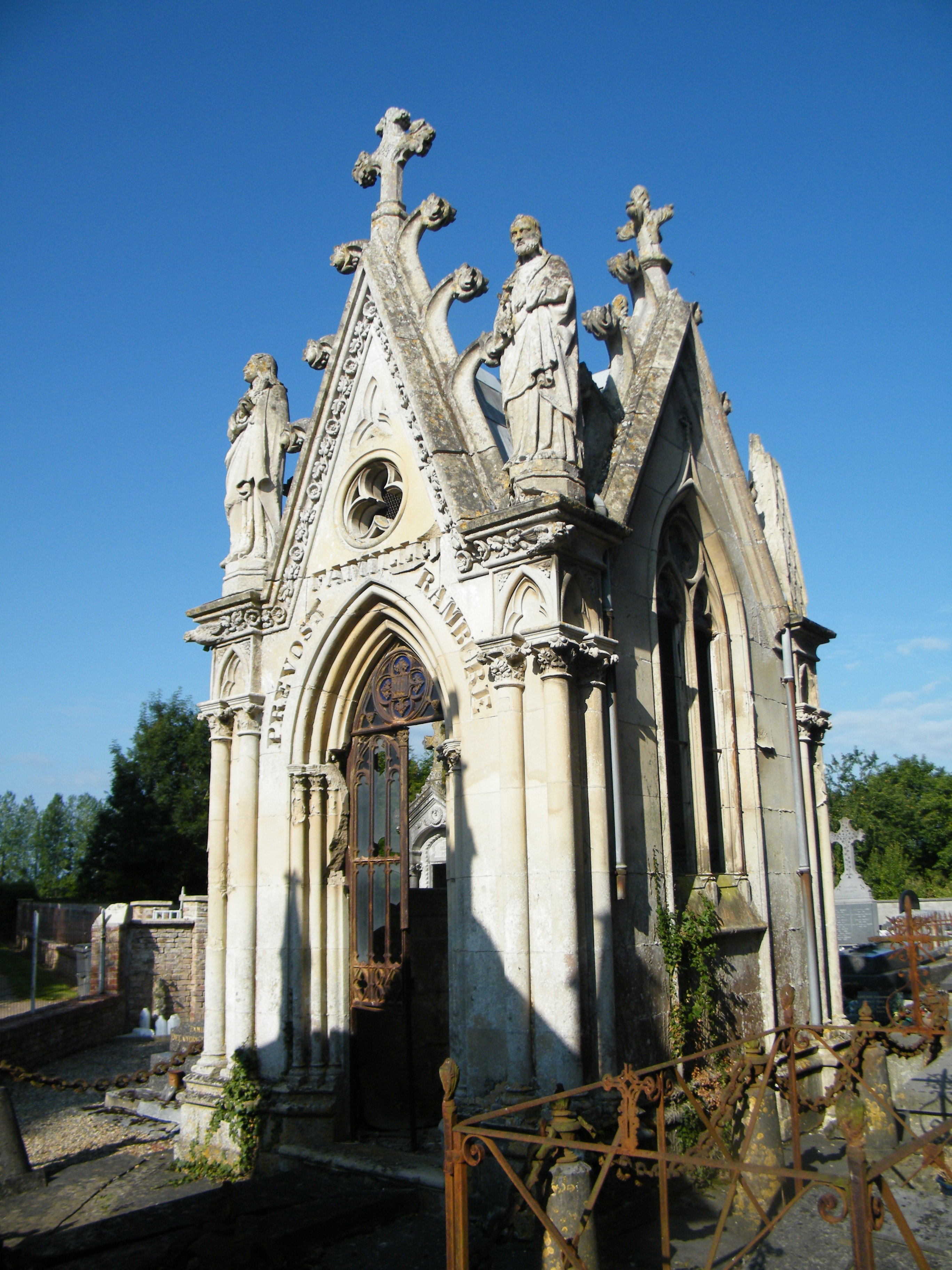

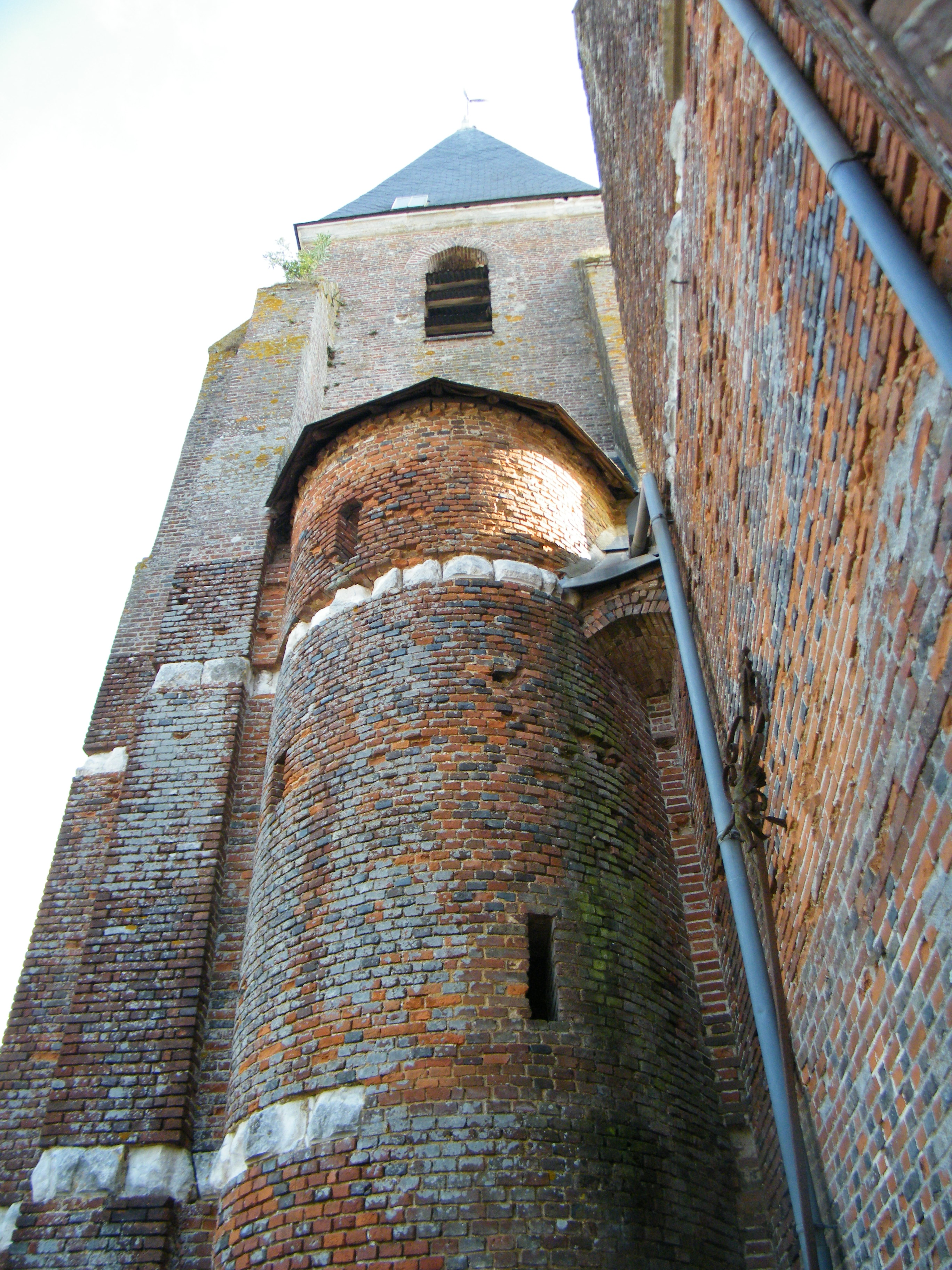

El 2007 la població en edat de treballar era de 108 persones, 78 eren actives i 30 eren inactives. De les 78 persones actives 67 estaven ocupades (41 homes i 26 dones) i 11 estaven aturades (7 homes i 4 dones). De les 30 persones inactives 6 estaven jubilades, 9 estaven estudiant i 15 estaven classificades com a «altres inactius».

### Ingressos
El 2009 a Villers-Campsart hi havia 52 unitats fiscals que integraven 134 persones, la mediana anual d'ingressos fiscals per persona era de 20.033 €.

### Activitats econòmiques
Dels 4 establiments que hi havia el 2007, 1 era d'una empresa de comerç i reparació d'automòbils, 1 d'una empresa d'informació i comunicació i 2 d'empreses de serveis.
L'únic establiment comercial que hi havia el 2009 era una floristeria.
L'any 2000 a Villers-Campsart hi havia 12 explotacions agrícoles que ocupaven un total de 684 hectàrees.

## Poblacions més properes

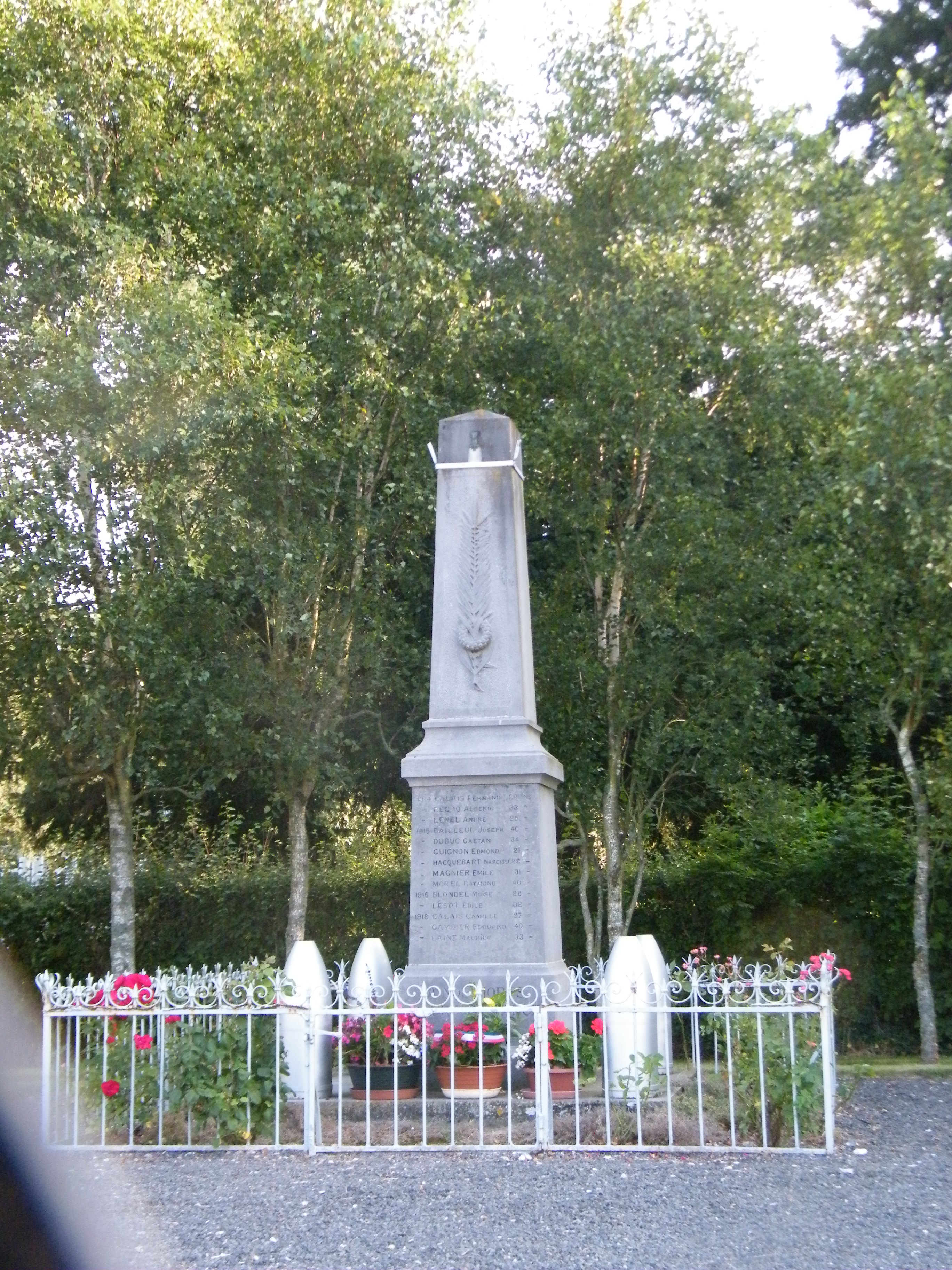

El següent diagrama mostra les poblacions més properes.